# Sandimen
Sandimen (chinesisch 三地門鄉, Pinyin Sāndìmén Xiāng) ist eine Landgemeinde im Landkreis Pingtung in der Republik China (Taiwan).

## Lage und Geographie
Sandimen liegt ganz im Norden des Landkreises Pingtung im Bereich des Taiwanischen Zentralgebirges. Die benachbarten Gemeinden sind (im Uhrzeigersinn): Wutai im Osten, Majia im Süden, Neipu und Yanpu im Südwesten und Gaoshu im Westen (alle im Landkreis Pingtung), sowie Liugui und Maolin im Norden (beides Stadtteile von Kaohsiung). Die Topographie ist durch relativ schwer zugängliches, bewaldetes Bergland gekennzeichnet. Im Süden wird die Gemeinde von der Provinzstraße 24 durchquert, die die wichtigste Verkehrsader darstellt.

## Bevölkerung
Die Mehrheit der Bevölkerung gehört der taiwanisch-indigenen Ethnie der Paiwan an. Eine Minderheit gehört zur Ethnie der Rukai. Die Bevölkerungsdichte ist mit etwa 40 Einwohnern pro km² für taiwanische Verhältnisse außerordentlich gering. 

## Geschichte
Die Herkunft des Namens Sandimen ist umstritten. Nach semi-offizieller Lesart soll sich der Name aus ‘Stimor’ ableiten, was so viel wie ‘shanzhumao’, also ‘Wildschweinborste’ bedeutet habe. Nach einer anderen Ansicht hat sich der Name direkt aus der Bedeutung der drei chinesischen Schriftzeichen 三 地 門, „Drei-Regionen-Tor“ entwickelt, insofern, als Sandimen der Knotenpunkt der drei Regionen Sandimen, Wutai und Majia gewesen sei.

## Wirtschaft
Dominierender Wirtschaftszweig ist die Landwirtschaft (hauptsächlich Subsistenzwirtschaft). Mengenmäßig am  Bedeutendsten sind Süßkartoffeln, Taro, Mais, Ananas, Mangos, Kolbenhirse und Tee. Für den weiteren taiwanischen Markt wird Kaffee angebaut. Seit 2011 gibt es Anbauversuche mit Quinoa.
| Gliederung Sandimens |
| Talamakau 青葉村 Cavak 青山村 Paridrayan 大社村 Tukuvule 德文村 Tjavatjavang 達來村 Djineljepan 安坡村 Valjulu 馬兒村 Sagaran 口社村 Tjailjaking 賽嘉村 Sandi 三地村 ←zu Paridrayan |

## Verwaltungsgliederung
Sandimen ist in folgende 10 Dörfer untergliedert (Namen in Bunun-Sprache, chinesischer Schrift und Transkription):
- Sandi (三地村), oder Timur (地磨兒)
- Djineljepan/Anbaka (安坡村, Anpo)
- Cavak，(沙漠),  (青山村, Qingshan)
- Valjulu (馬兒村, Mani)
- Tjavatjavang (達來村, Dalai)
- Sagaran (口社村, Koushe)
- Talamakau/Aoba (青葉村, Qingye)
- Tukuvule (德文村, Dewen)
- Tjailjaking (賽嘉村, Saijia)
- Paridrayan/Toa (大社村, Taishe)

Verwaltungssitz der Gemeinde ist Sandi. Zur Gemeinde gehört auch eine Exklave Rinari (禮納里) in der Nachbargemeinde Majia. Die meisten Dorfbewohner von Paridrayan (Taishe) siedelten sich nach verschiedenen Naturkatastrophen, insbesondere dem Taifun Morakot (2009), in der Exklave an und nur noch einige Dorfbewohner leben noch im ursprünglichen Dorf Paridrayan.

## Sehenswürdigkeiten
Sehenswert sind beispielsweise der Wasserfall von Dajin (), Zhongshan-Park (), Dimoer-Park (), diverse Wanderwege und Natursehenswürdigkeiten, sowie die Kultur der indigenen Völker, insbesondere der Paiwan. 

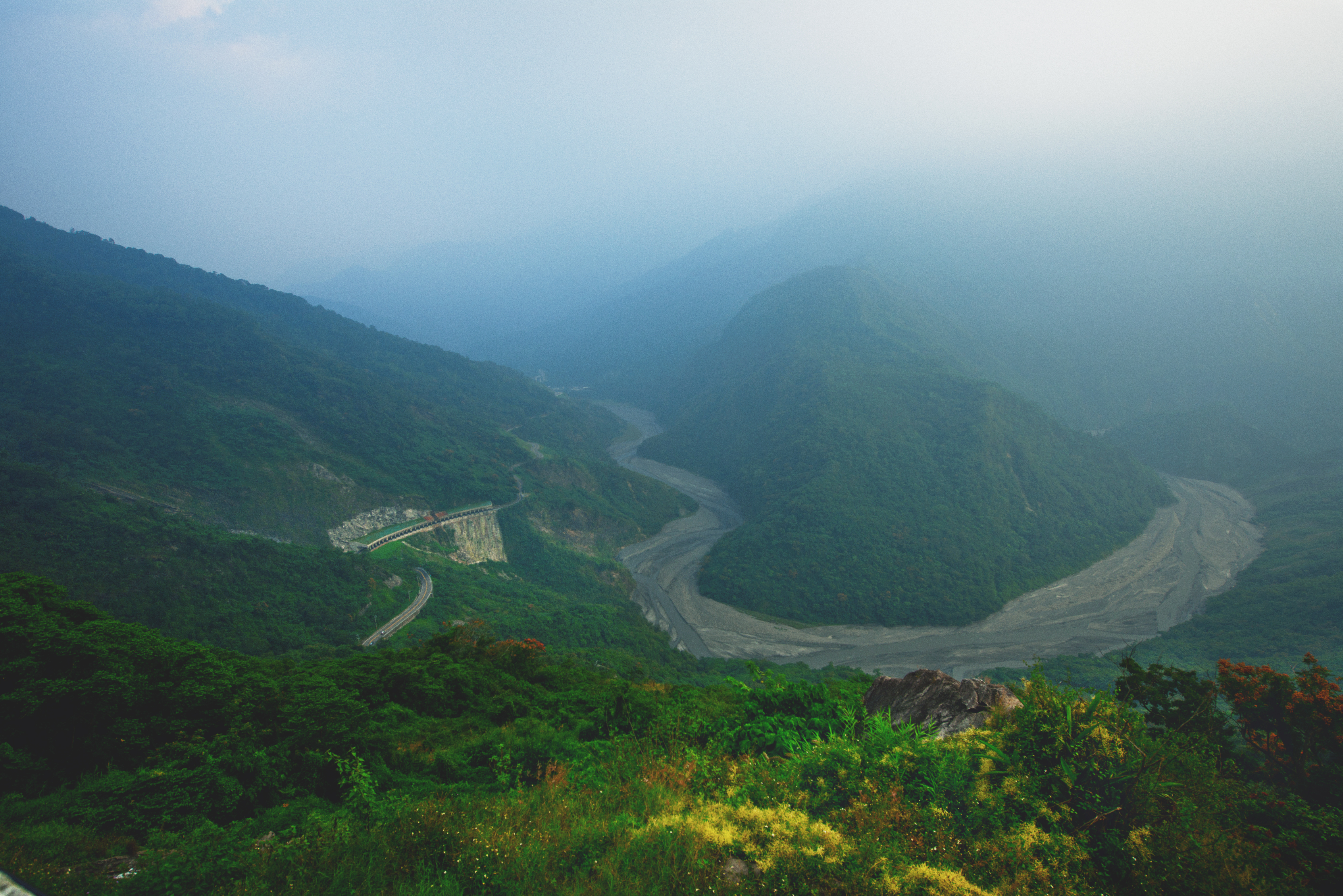
Flussbett des nördlichen Ailiao-Flusses
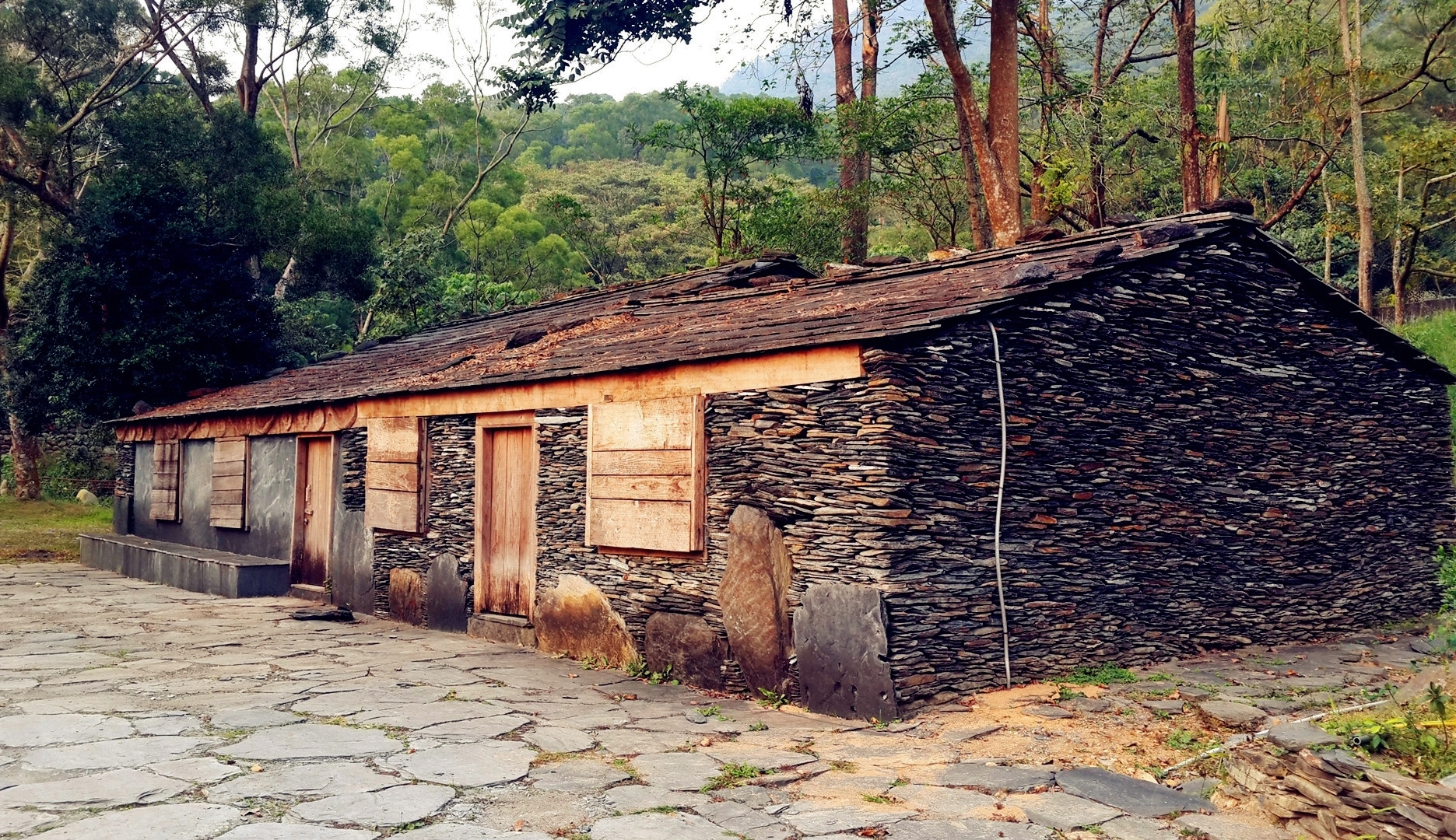
Typisches Haus der Paiwan in Sandimen
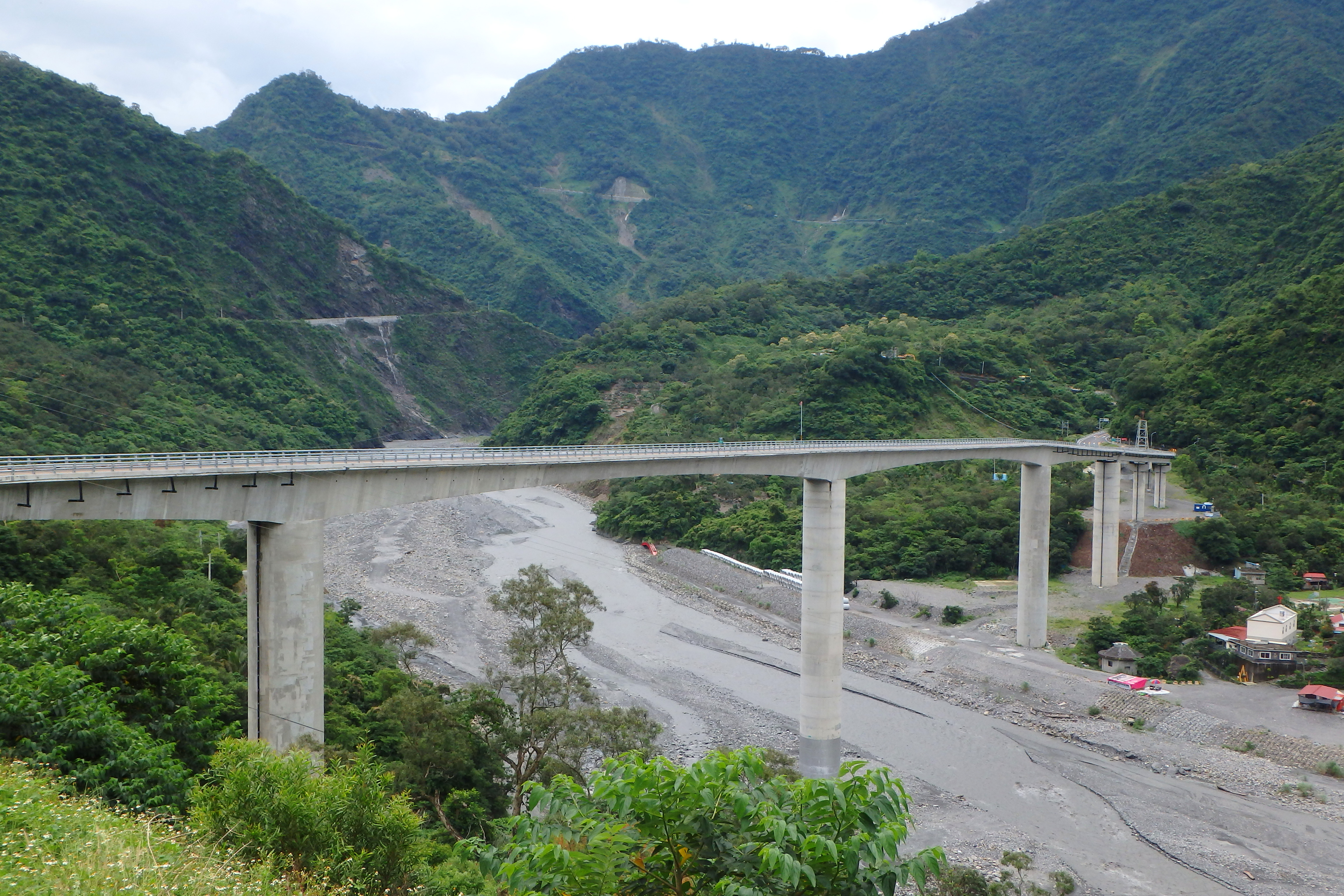
Guchuan-Brücke an der Grenze zum Nachbarbezirk Wutai über das Flusstal des Ailiao